# Les Mamies
Pour plus de détails, voir Fiche technique et Distribution.
Les Mamies est un film français réalisé par Annick Lanoë et sorti en 1992.

## Synopsis
Alex, 12 ans, vit avec sa grand-mère, Lolotte, et sa mère, Marie. Mais cette dernière n'a d'attention que pour Paul-Louis, avec qui elle se prépare à se remarier. Le jeune garçon, se sentant exclu, décide de s'enfuir un jour où sa mère est en voyage d'affaires.

## Fiche technique
- Titre : Les Mamies
- Réalisation : Annick Lanoë
- Scénario : Claire Alexandrakis, Claude Besson, Annick Lanoë et Chantal Pelletier
- Production : Claude Besson et Luc Besson (non crédité)
- Société de production : Antalano Productions, France 3 Cinéma, Les Films du Dauphin, Société des Établissements L. Gaumont
- Musique : François Hadji-Lazaro
- Photographie : Olivier Guéneau
- Décors : Régis des Plas
- Costumes : Elisabeth Tavernier
- Montage : Antoine Catzeflis
- Pays d'origine :  France
- Format : couleur - 35 mm - Son : stéréo
- Genre : comédie
- Durée : 82 minutes
- Dates de sortie : France : 11 novembre 1992

## Distribution
- Amaury Gallon : Alex
- Danielle Darrieux : Lolotte
- Sophie Desmarets : Simone
- Odette Laure : Arlette
- Paulette Dubost : Victoire
- Marthe Villalonga : Suzon
- Jackie Sardou : Zézette
- Catherine Rouvel : Angela
- Armand Mestral : Archibald
- Kathy Kriegel : Marie
- Christian Pereira : Hubert
- Pierre-Alain Chapuis : Paul
- Roger Ibanez : Carlos
- Jacky Nercessian : Le prêtre